# Rio Engano
Pour les articles homonymes, voir rio do Engano.
Le rio Engano est une rivière brésilienne de l'État de Santa Catarina.
Il naît sur le territoire de la municipalité d'Indaial et se jette dans le rio Itajaí-Açu, peu après la ville d'Indaial même.